# Gevlekte rog
De gevlekte rog (Raja montagui) of gladde rog is een rog uit de familie Rajidae. Deze kraakbeenvis komt voor in kustwateren met een zandbodem, in de noordoostelijke Atlantische Oceaan, de Noordzee en het westen en midden van de Middellandse Zee en de Zwarte Zee.  
De gevlekte rog is ongeveer 50 cm maar kan maximaal 80 tot 100 cm lang worden. De rug is bruin, met veel zwarte stippen, die soms ringen vormen op de borstvinnen. Hij heeft stekels op de rug en snuit. De onderkant is wit.

## Status aan de Nederlandse en Belgische kusten
Gevlekte roggen komen voor op een diepte tussen de 28 en 530 m. Langs de Nederlandse kust is deze rog minder algemeen.

Net als zoveel bodembewonende soorten haaien is de gevlekte rog gevoelig voor overbevissing door visserij met bodemsleepnetten, maar de situatie is (nog) niet verontrustend. De soort staat als niet bedreigd op de internationale Rode Lijst van de IUCN.